# Cylindrophyllum calamiforme
Cylindrophyllum calamiforme är en isörtsväxtart som först beskrevs av Carl von Linné, och fick sitt nu gällande namn av Schwant.. Cylindrophyllum calamiforme ingår i släktet Cylindrophyllum, och familjen isörtsväxter. Inga underarter finns listade i Catalogue of Life.